# Clásico del Buen Fútbol Costa Rica
El Clásico del Buen Fútbol es el partido de fútbol disputado por los clubes Deportivo Saprissa y Club Sport Herediano de la Primera División de Costa Rica.

## Historia
Los enfrentamientos entre el Saprissa y el Herediano comenzaron oficialmente en 1949 por el campeonato nacional de la primera división del fútbol costarricense, con un balance que ha sido favorable a los morados en múltiples capítulos escritos en los estadios: Nacional, Eladio Rosabal, Ricardo Saprissa, "Colleya" Fonseca y Carlos Alvarado.  
El primer choque entre estos equipos se presentó el 30 de octubre de 1949 en el Estadio Nacional, en partido que finalizó 5-3 a favor del Saprissa, con los goles de Rodolfo Herrera (minutos 9 y 20), José “Pepe” Alvarado (minuto 18), Mario Cordero (minuto 34) y Marco Tulio “Churchill” Espinoza (minuto 80). Los tantos rojiamarillos los marcaron Mario Murillo (minutos 38 y 42) y Virgilio Muñoz (minuto 87).

### Datos del clásico
- 331 partidos de campeonato nacional, de los cuales Saprissa ganó 133, Herediano ganó 95 y hubo 103 empates, con 426 goles morados y 353 goles rojiamarillos.[2]

- La mayor racha invicta del Saprissa fue 17 partidos sin perder entre 1997 y el 2000 (ocho triunfos y nueve empates)[3] y la segunda racha fue de 15 partidos entre 1966 y 1969 (doce victorias y tres empates).

- La mejor racha del Herediano fue de 13 encuentros, entre 1992 y 1995 (dos triunfos y once empates).

- Mayor goleada de Saprissa fue 7-0, en 1972.

- Mayor goleada de Herediano fue 6-3, en 1993.

- Máximo goleador saprissista en esta serie es el exjugador Edgar Marín, con 16 tantos.

- Máximo goleador del Herediano en esta serie es el exjugador Claudio Jara, con 11 goles.[4][5]

- Técnico saprissista con más juegos dirigidos ante Herediano: Marvin Rodríguez, con 27 partidos.

- Técnico herediano con más juegos dirigidos ante Saprissa: Odir Jacques, con 38 partidos.[6]

## Historial
Actualizado al último clásico el 14 de mayo de 2025.
| Competición                      | P.J. | P.G. CSH | P.E. | P.G SAP | G.CSH | G.SAP |
| -------------------------------- | ---- | -------- | ---- | ------- | ----- | ----- |
| Primera División                 | 331  | 95       | 103  | 133     | 353   | 426   |
| Copa                             | 14   | 2        | 6    | 6       | 20    | 22    |
| Campeón de Campeones/Supercopa   | 4    | 1        | 1    | 2       | 3     | 5     |
| Copa Fraternidad Centroamericana | 6    | 1        | 4    | 1       | 8     | 9     |
| Copa de Campeones de la Concacaf | 3    | 1        | 0    | 2       | 3     | 7     |
| Total Oficial                    | ?    | ?        | ?    | ?       | ?     | ?     |
| Amistosos                        | ?    | ?        | ?    | ?       | ?     | ?     |
| Total                            | 374  | 105      | 118  | 151     | 407   | 494   |

## Goleadores por Campeonato Nacional
Goleadores en el clásico para cada club.
| Pos.      | Goles     | Jugador             | Club      |
| Herediano | Herediano | Herediano           | Herediano |
| --------- | --------- | ------------------- | --------- |
| 1         | 11        | Claudio Jara        | Herediano |
| 2         | 8         | Óscar Bejarano      | Herediano |
| 3         | 8         | Fernando Montero    | Herediano |
| 4         | 8         | Austin Berry        | Herediano |
| Saprissa  |           |                     |           |
| 1         | 16        | Edgar Marín         | Saprissa  |
| 2         | 10        | Rodolfo Herrera     | Saprissa  |
| 3         | 10        | Víctor Manuel Ruiz  | Saprissa  |
| 4         | 10        | Francisco Hernández | Saprissa  |

### Anotadores en el Clásico por Finales de Campeonato Nacional
| Pos.      | Goles     | Jugador           | Club      |
| Herediano | Herediano | Herediano         | Herediano |
| --------- | --------- | ----------------- | --------- |
| 1         | 3         | Yendrick Ruiz     | Herediano |
| 2         | 2         | Jairo Arrieta     | Herediano |
| 3         | 2         | Víctor Núñez      | Herediano |
| 4         | 2         | Óscar Granados    | Herediano |
| 5         | 2         | Aldo Magaña       | Herediano |
| 6         | 1         | Jafet Soto        | Herediano |
| 7         | 1         | Minor Díaz        | Herediano |
| 8         | 1         | Marvin Ángulo     | Herediano |
| 9         | 1         | Félix Montoya     | Herediano |
| 10        | 1         | Pablo Salazar     | Herediano |
| 11        | 1         | Omar Arellano     | Herediano |
| 12        | 1         | Jimmy Marín       | Herediano |
| 13        | 1         | Christian Reyes   | Herediano |
| 14        | 1         | Anthony Contreras | Herediano |
| 15        | 1         | Miguel Basulto    | Herediano |
| 16        | 1         | Yeltsin Tejeda    | Herediano |
| 17        | 1         | Luis Franco       | Herediano |
| 18        | 1         | Jefferson Brenes  | Herediano |
| Saprissa  |           |                   |           |
| 1         | 2         | Johan Venegas     | Saprissa  |
| 2         | 2         | Daniel Colindres  | Saprissa  |
| 3         | 2         | Ariel Rodríguez   | Saprissa  |
| 4         | 2         | Christian Bolaños | Saprissa  |
| 5         | 1         | Gerald Drummond   | Saprissa  |
| 6         | 1         | Víctor Cordero    | Saprissa  |
| 7         | 1         | Wálter Centeno    | Saprissa  |
| 8         | 1         | Celso Borges      | Saprissa  |
| 9         | 1         | Try Benneth       | Saprissa  |
| 10        | 1         | Heiner Mora       | Saprissa  |
| 11        | 1         | Juan Bustos       | Saprissa  |
| 12        | 1         | Deyver Vega       | Saprissa  |
| 13        | 1         | Yostin Salinas    | Saprissa  |
| 14        | 1         | Alejandro Cabral  | Saprissa  |
| 15        | 1         | Michael Barrantes | Saprissa  |
| 16        | 1         | Aubrey David      | Saprissa  |
| 17        | 1         | Orlando Sinclair  | Saprissa  |
| 18        | 1         | Kendall Waston    | Saprissa  |

Hubo tres autogoles por parte de jugadores del Club Sport Herediano a favor del Deportivo Saprissa: uno de Moctezuma Serrano, uno de José Villalobos y otro de Omar Arellano. Además de un autogol por parte de Christian Bolaños del Deportivo Saprissa a favor Club Sport Herediano.

## Goleadas
Nota: se incluyen en la lista las goleadas con 3 o más goles de diferencia.
| Fecha                   | Competición                      | Edición                   | Ganador   | Resultado |
| ----------------------- | -------------------------------- | ------------------------- | --------- | --------- |
| 20 de noviembre de 1955 | Liga                             | 1955                      | Herediano | 3-0       |
| 5 de diciembre de 1956  | Copa                             | Cuadrangular 1956         | Saprissa  | 6-1       |
| 1 de junio de 1958      | Liga                             | 1958                      | Saprissa  | 4-0       |
| 14 de mayo de 1961      | Liga                             | 1961                      | Saprissa  | 6-2       |
| 15 de diciembre de 1961 | Copa                             | Asofutbol 1961            | Herediano | 3-0       |
| ?                       | Liga                             | 1965                      | Saprissa  | 6-1       |
| ?                       | Liga                             | 1967                      | Saprissa  | 3-0       |
| ?                       | Liga                             | 1967                      | Saprissa  | 3-0       |
| ?                       | Liga                             | 1969                      | Saprissa  | 4-1       |
| ?                       | Liga                             | 1969                      | Saprissa  | 7-3       |
| ?                       | Liga                             | 1970                      | Saprissa  | 5-1       |
| ?                       | Liga                             | 1972                      | Saprissa  | 7-0       |
| ?                       | Copa Fraternidad Centroamericana | 1975                      | Saprissa  | 4-1       |
| ?                       | Liga                             | 1975                      | Saprissa  | 3-0       |
| 15 de julio de 1979     | Supercopa                        | Campeón de Campeones 1979 | Saprissa  | 3-0       |
| ?                       | Liga                             | 1988                      | Saprissa  | 4-0       |
| ?                       | Liga                             | 1988                      | Saprissa  | 3-0       |
| ?                       | Liga                             | 1992-93                   | Herediano | 6-3       |
| ?                       | Liga                             | 1993-94                   | Herediano | 3-0       |
| 3 de septiembre de 1995 | Liga                             | 1995-96                   | Saprissa  | 4-0       |
| ?                       | Liga                             | 1995-96                   | Herediano | 3-0       |
| 30 de diciembre de 1997 | Liga                             | 1997-98                   | Saprissa  | 3-0       |
| ?                       | Liga                             | 1997-98                   | Saprissa  | 4-1       |
| 10 de mayo de 1998      | Liga                             | 1997-98                   | Saprissa  | 5-1       |
| ?                       | Liga                             | 1999-00                   | Saprissa  | 3-0       |
| ?                       | Liga                             | 1999-00                   | Saprissa  | 4-1       |
| 4 de marzo de 2001      | Liga                             | 2000-01                   | Herediano | 4-1       |
| ?                       | Liga                             | 2001-02                   | Herediano | 4-1       |
| 2 de marzo de 2003      | Liga                             | 2002-03                   | Saprissa  | 3-0       |
| 2 de noviembre de 2013  | Liga                             | Invierno 2013             | Herediano | 3-0       |
| 13 de diciembre de 2015 | Liga                             | Invierno 2015             | Saprissa  | 3-0       |
| 17 de mayo de 2017      | Liga                             | Verano 2017               | Herediano | 3-0       |
| 12 de octubre de 2019   | Liga                             | Apertura 2019             | Herediano | 4-0       |
| 26 de enero de 2020     | Liga                             | Clausura 2020             | Herediano | 4-1       |
| 9 de diciembre de 2020  | Liga                             | Apertura 2020             | Herediano | 3-0       |
| 1 de diciembre de 2021  | Liga                             | Apertura 2021             | Saprissa  | 3-0       |
| 22 de febrero de 2023   | Liga                             | Clausura 2023             | Herediano | 4-1       |
| 15 de diciembre de 2024 | Liga                             | Apertura 2024             | Herediano | 3-0       |
| 11 de mayo de 2025      | Liga                             | Clausura 2025             | Saprissa  | 4-0       |

## Finales disputadas
La historia registra nueve finales del campeonato nacional de primera división entre sí, seis ganadas por el Saprissa: temporada 2003-04 (con marcadores de 1-1 y 2-1), Invierno 2007 (con resultados de 0-2 y 2-2), Invierno 2014 (con marcadores de 4-2 y 1-1), Clausura 2018 (1-1 y 0-0 se definió en penales 4-3), Clausura 2021 (con marcadores de 3-2 y 0-1), Apertura 2022 (con resultados de 2-0 y 1-0) y tres ganadas por el Herediano: Verano 2017 (con resultados de 3-0 y 0-2), Apertura 2018 (2-2 y 2-3), Apertura 2021 (0-1 y 3-2) con seis triunfos morados, seis victorias rojiamarillas, seis empates, 25 anotaciones florenses y 25 goles tibaseños.
También se efectuaron tres finales por torneos de copa, las tres las ganó el Deportivo Saprissa; la primera fue en la Copa Gran Bretaña 1950 con marcador 3-1, la segunda en la Copa Presidente 1960 con resultado de 1-0 y la última en la Copa Juan Santamaría 1972 que finalizó 4-3.
Además disputaron tres finales de la Supercopa, dos ganadas por Herediano: la Supercopa Liga Promerica 2020 con un marcador 2-0 y la Supercopa Liga Promerica 2024 con marcador 1-1 se definió en penales 5-4; y la Supercopa Liga Promerica 2023 con triunfo de Saprissa 1-0.

### Finales
| Edición                       | Campeón          | Resultado        | Subcampeón       | Sede Final                |
| Primera División              | Primera División | Primera División | Primera División | Primera División          |
| ----------------------------- | ---------------- | ---------------- | ---------------- | ------------------------- |
| 2003-04                       | Saprissa         | 1-1, 2-1         | Herediano        | Estadio Ricardo Saprissa  |
| Invierno 2007                 | Saprissa         | 2-0, 2-2         | Herediano        | Estadio Ricardo Saprissa  |
| Invierno 2014                 | Saprissa         | 4-2, 1-1         | Herediano        | Estadio Eladio Rosabal    |
| Verano 2017                   | Herediano        | 3-0, 2-0         | Saprissa         | Estadio Ricardo Saprissa  |
| Clausura 2018                 | Saprissa         | 1-1, 0-0 (4-3)   | Herediano        | Estadio Ricardo Saprissa  |
| Apertura 2018                 | Herediano        | 2-2, 3-2         | Saprissa         | Estadio Ricardo Saprissa  |
| Clausura 2021                 | Saprissa         | 3-2, 1-0         | Herediano        | Estadio "Colleya" Fonseca |
| Apertura 2021                 | Herediano        | 1-0, 3-2         | Saprissa         | Estadio "Colleya" Fonseca |
| Apertura 2022                 | Saprissa         | 2-0, 0-1         | Herediano        | Estadio "Colleya" Fonseca |
| Copa                          |                  |                  |                  |                           |
| Gran Bretaña 1950             | Saprissa         | 3-1              | Herediano        | Estadio Nacional          |
| Presidente 1960               | Saprissa         | 1-0              | Herediano        | Estadio Nacional          |
| Juan Santamaría 1972          | Saprissa         | 4-3              | Herediano        | Estadio Ricardo Saprissa  |
| Supercopa                     |                  |                  |                  |                           |
| Supercopa Liga Promerica 2020 | Herediano        | 2-0              | Saprissa         | Estadio Nacional          |
| Supercopa Liga Promerica 2023 | Saprissa         | 1-0              | Herediano        | Estadio Nacional          |
| Supercopa Liga Promerica 2024 | Herediano        | 1-1 (5-4)        | Saprissa         | Estadio Nacional          |

## Títulos oficiales
| Competiciones internacionales    | Saprissa | Herediano |
| -------------------------------- | -------- | --------- |
| Liga de Campeones de la Concacaf | 3        | 0         |
| Liga Concacaf                    | 1        | 1         |
| Copa Interclubes de la Uncaf     | 1        | 0         |
| Copa Fraternidad Centroamericana | 3        | 0         |
| Torneo Grandes de Centroamérica  | 1        | 0         |
| Competiciones nacionales         | Saprissa | Herediano |
| Primera División                 | 40       | 31        |
| Copa                             | 7        | 11        |
| Supercopa                        | 3        | 3         |
| Recopa                           | 2        | 0         |
| TOTAL                            | 61       | 46        |